# Jahandar Shah

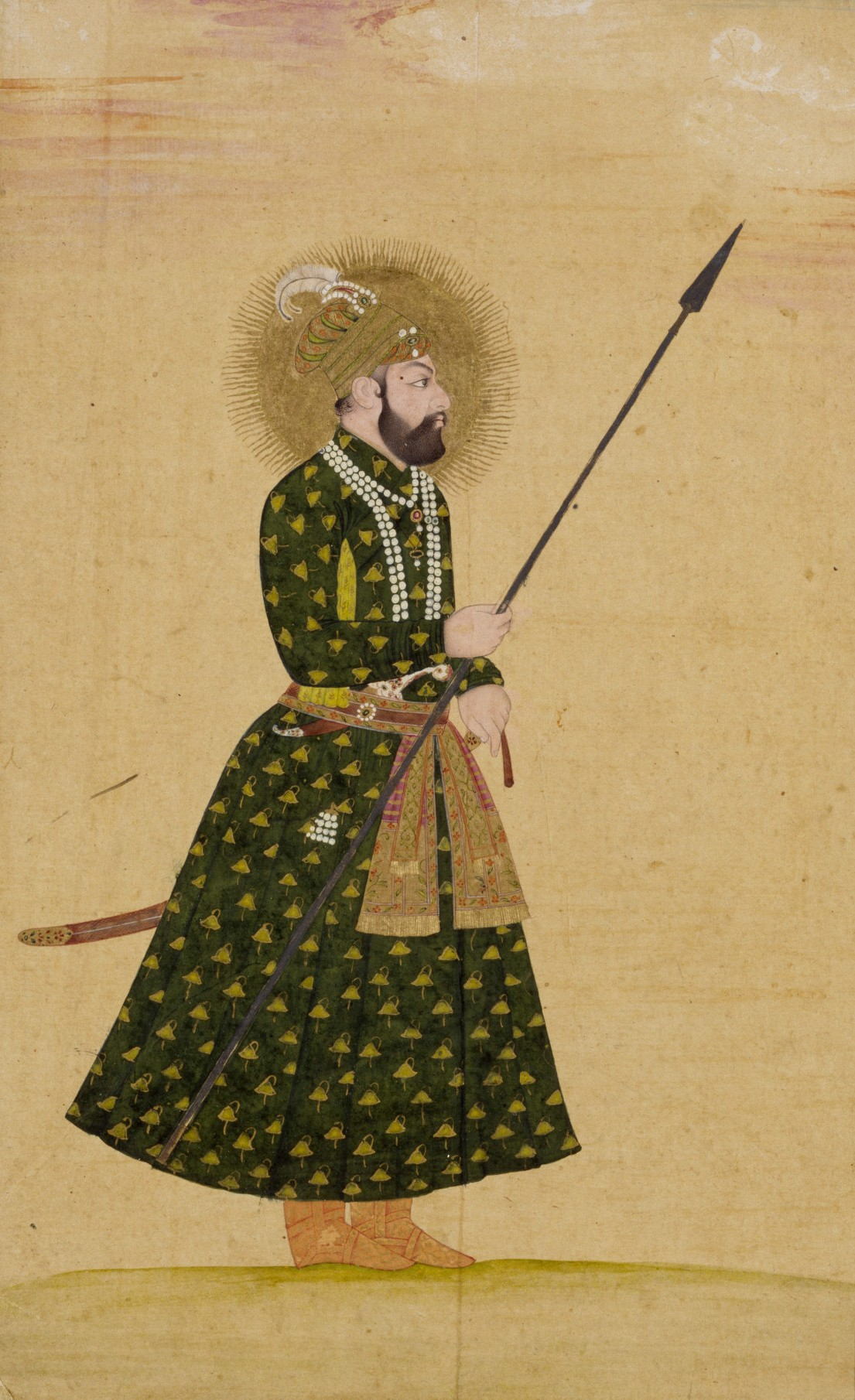
Miniatuurschildering van Jahandar Shah als padishah, rond 1712.

Jahandar Shah (10 mei 1661 - Delhi, 12 februari 1713) was kortstondig padishah ("keizer") van het Mogolrijk tussen 1712 en 1713. Hij was de oudste zoon en opvolger van keizer Bahadur Shah I. Na diens dood lukte het Jahandar Shah de troon te bestijgen dankzij de steun van de machtige vizier Zulfiqar Khan, die de werkelijke macht in handen had. Na een jaar werd Jahandar Shah door zijn neef Farrukhsiyar verslagen, gevangen en gedood.

## Jeugd
Jahandar Shah werd geboren onder de naam prins Muizzudin, aan het begin van de lange regering van zijn grootvader Aurangzeb (1658 - 1707). Zijn vader, prins Muazzam, werd in 1665 tot gouverneur van de Dekan benoemd. Omdat hij Aurangzebs plannen om het sultanaat Golkonda te veroveren tegenwerkte, werd prins Muazzam tussen 1687 en 1695 gevangengezet. Prins Muizzudin was echter een favoriet van zijn grootvader. In tegenstelling tot zijn vader en broers gaf zijn grootvader hem tot 1698 het bevel over campagnes in de Dekan. Daarna werd hij achter zijn vader aan naar het noorden gestuurd. Hij diende onder andere als gouverneur van de provincie Sindh.
Aan het einde van de 17e eeuw liepen de belastinginkomsten uit de provincies sterk terug. Dit maakte de prinsen afhankelijker van machtige edelen om aanspraak op de troon te kunnen maken. Na Aurangzebs dood in 1707 versloeg prins Muazzam zijn broers, om keizer te worden onder de naam Bahadur Shah. Hij was toen echter al 63 jaar oud en algemeen werd niet verwacht dat hij lang zou regeren. Om zijn zoons te weerhouden in opstand te komen, liet Shah Bahadur ze terugroepen naar zijn hof in Delhi. Daardoor waren ze niet in staat de steun en middelen te vergaren die nodig zouden zijn in een strijd om de opvolging. In plaats daarvan waren de prinsen afhankelijk van steun van de steeds machtigere edelen.
De belangrijkste van die edelen was Zulfiqar Khan, een voormalige generaal van Aurangzeb. Zulfiqar Khan was de keizerlijke bakhshi (schatbewaarder) en de zoon van de machtige vizier Asad Khan. Vader en zoon zwoeren samen met de prinsen in een poging zelf meer invloed te krijgen. Van de vier zonen van Bahadur Shah leek prins Azim-ush-Shan de enige kanshebber op de troon. Hij had zijn machtsbasis als gouverneur van Bengalen en Bihar moeten verlaten, maar daar zijn zoon Farrukhsiyar achtergelaten. Ook had hij als enige prins een aanzienlijk aantal troepen onder zijn bevel. Daarom sloot Zulfiqar Khan een geheim verbond tussen de overige drie prinsen, dat erop neerkwam dat ze het rijk onderling zouden verdelen met Zulfiqar Khan als vizier.

## Regering
Bahadur Shah overleed op 12 januari 1712 in Lahore, na slechts vijf jaar op de troon. Prins Azim-ush-Shan had zich in de stad verschanst, maar werd overrompeld door de troepen van Zulfiqar Khan. Daarna wist de Khan, zijn belofte verbrekend, binnen een maand tijd af te rekenen met de andere twee prinsen. Jahandar Shah kon zich op 29 maart tot keizer laten kronen. Voor het eerst sinds de stichting van het Mogolrijk was de keizer niet langer de machtigste persoon. Zulfiqar Khan benoemde zijn bondgenoten op de belangrijkste posities. Ook werden, voor het eerst in de geschiedenis van het rijk, edelen die de verliezende prinsen gesteund hadden bestraft en hun bezittingen geconfisqueerd.
Jahandar Shah verhuisde zijn hof terug naar Delhi. Bij zijn intocht in het Rode Fort liet hij zich onder andere begeleiden door de VOC-soldaten van het gezantschap van Joan Josua Ketelaar. Hij zat een jaar op de troon, en wist het keizerlijke gezag verder schade toe te brengen door uitbundige feesten te organiseren. Ook liet hij zijn favoriete concubine Lal Kunwar, van oorsprong een danseres en courtisane, tot koningin uitroepen. Hiermee maakte hij zich impopulair bij de conservatieve edelen en de oelama. Ondertussen werd door Zulfiqar Khan niets gedaan tegen steeds wijdere zelfverrijking onder de plaatselijke beambten, waardoor de inkomsten sterk terugliepen en het rijk in een financiële crisis raakte.
Farrukhsiyar, de in Bengalen gebleven zoon van Azim-ush-Shan, was een verzamelpunt voor ontevreden tegenstanders. Gesteund door de edelen Hussain en Abdullah Khan Barha wist Farrukhsiyar uiteindelijk een leger te verzamelen waarmee hij richting het westen trok. Het moreel van de keizerlijke troepen was laag, omdat betaling van soldij was uitgebleven. Daarnaast heerste er wantrouwen tussen de belangrijkste edelen. Een leger dat onder Jahandars zoon werd uitgezonden keerde in de buurt van Allahabad om zonder slag te hebben geleverd. 
Uiteindelijk kon een nieuw leger samengesteld worden door een verbond met Zulfiqar Khans aartsvijand, de amir Chin Qilich Khan. Jahandar Shahs troepen werden op 10 januari 1713 bij Agra verslagen door die van Farrukhsiyar, mede dankzij verraad door Chin Qilich Khan. De keizer zou met Lal Kunwar op de rug van een olifant terug naar Delhi gevlucht zijn, waar hij zijn toevlucht zocht bij Zulfiqar Khan. Als laatste daad van verraad leverde deze hem uit aan Farrukhsiyar op het moment dat deze zijn intrede in de stad deed. Farrukhsiyar liet echter zowel Jahandar Shah als de ambitieuze vizier terechtstellen. De hoofden werden op staken rondgedragen en de lichamen werden over de rug van een olifant door Delhi geparadeerd.